# Comté de Van Wert
Pour les articles homonymes, voir Van Wert.
Le comté de Van Wert (en anglais : Van Wert County) est l'un des 88 comtés de l'État de l'Ohio aux États-Unis. Il est situé dans le nord-ouest de l'État, à la frontière avec l'Indiana.
Son siège de comté est Van Wert. Lors du recensement des États-Unis de 2010, la population du comté s'élève à 28 744 habitants.

## Comtés adjacents
- Comté de Paulding (nord) ;
- Comté de Putnam (nord-est) ;
- Comté d'Allen (est) ;
- Comté d'Auglaize (sud-est) ;
- Comté de Mercer (sud) ;
- Comté d'Adams en Indiana (sud-ouest) ;
- Comté d'Allen en Indiana (nord-ouest).